# وندر وومان (فلم 2009)
المرأة المعجزة (بالإنجليزية:Wonder Woman) هو فيلم رسوم متحركةأمريكي يستند على شخصية القصص المصورة المرأة المعجزة التي تنشر بواسطة دي سي كومكس، الفيلم من أنتاج وارنر براذرز أنيميشن عام 2009 قامت بإخراجه لورين مونتغومري وتم تأليفه من قبل غايل سيمون ومايكل جيلنيك

## القصة
قبل عدة قرون، تخوظ الأمزونيات حربا بقياذة هيبوليتا (مارج هيلجنبرجر) ضد آرس(ألفريد مولينا) وجيوشه. تنجح هيبوليتا في التغلب على آرس لكن زيوس يأمرها بعدم قتله وفي مقابل ذلك تمنح هيرا (مارج هيلجنبرجر) الأمزونيات جزيرة «برادايس» يعشن فيها بعيدا عن عالم الرجال في شباب دائم بإضافة إلى سلب آرس قواه باستعمال قيوذ سحرية تمنعه من الحصول على الطاقات النفسية للحرب التي لا يمكن نزعها إلا عن طريق إله آخر. لاحقا، تمنح هيبوليتا ابنة، الأميرة ديانا (كيري روسل), عنذما شكلتها برمال البحر وأعطتها الحياة بواسطة قطرة من دمها.

بعد ألف سنة، طيار عسكري أمريكي، ستيف تريفور (ناثان فيليون), سقط وتحطمت طائرنه في الجزيرة. أين طاردته الأمزونيات بقياذة آرتيمس (روزاريو دوسن). ستيف وديانا تقابلا وتقاتلا، فتغلبت عليه وأخذته للأمزونيات. هيبوليتا قررت أن عليه الرجوع إلى وطنه. ديانا تطوعت لأداء المهمة لكنها عينت من قبل أمها لحراسة زنزانة آرس.

## الأداء الصوتي
- كيري روسل بدور المرأة المعجزة\ديانا برنس
- ناثان فيليون بدور ستيف تريفور
- ألفريد مولينا بدور آرس
- روزاريو دوسن بدور آرتيمس
- مارج هيلجنبرجر بدور هيرا
- فيرجينيا مادسن بدور هيبوليتا
- جون ديماجيو بدور ديموس

## وصلات خارجية
- الموقع الرسمي
- مقالات تستعمل روابط فنية بلا صلة مع ويكي بيانات